# Sadahiro Takahashi
Sadahiro Takahashi (高橋 貞洋?, Takahashi Sadahiro; Prefettura di Saitama, 7 gennaio 1959) è un ex calciatore giapponese, di ruolo attaccante.

## Carriera

### Club
Ha giocato nella prima divisione giapponese.

### Nazionale
Ha partecipato ai Mondiali Under-20 del 1979.